# مارشا كروس

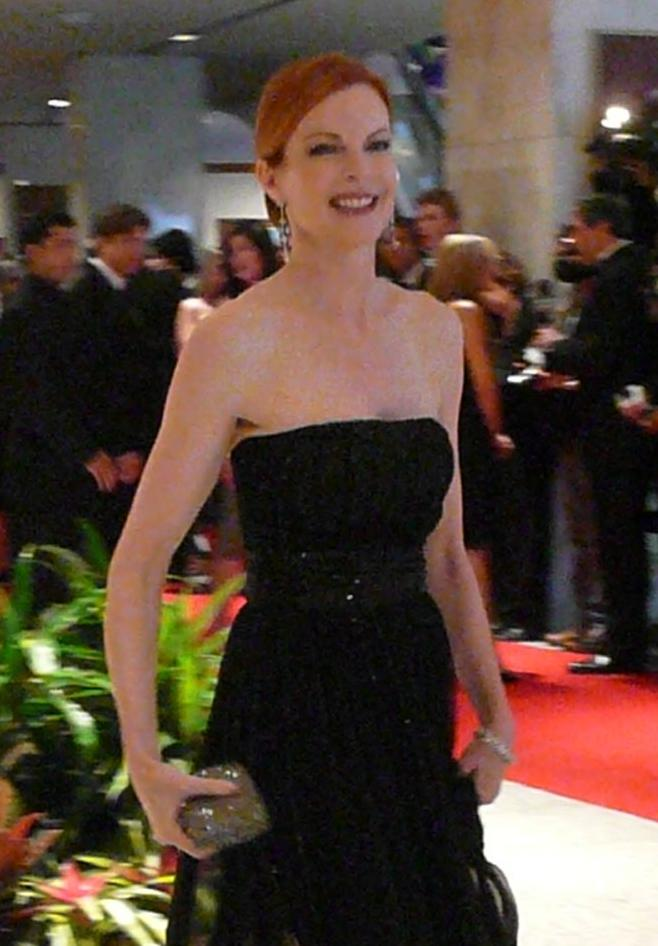
مارشا كروس

مارشا كروس (بالإنجليزية: Marcia Cross)‏ ممثلة أمريكية فائزة بجائزة ايمي التلفزيونية. ولدت في مارلبوه ولاية ماساتشوستس بتاريخ 25 مارس 1962. اشتهرت بدور بري فان دي كامب في مسلسل ربات بيوت يائسات.
تخرجت مارشا كروس من جامعة انتيوش حاملة شهادة ماجستير في علم النفس.

## روابط خارجية
- مارشا كروس على موقع IMDb (الإنجليزية)
- مارشا كروس على موقع روتن توميتوز (الإنجليزية)
- مارشا كروس على موقع ألو سيني (الفرنسية)
- مارشا كروس على موقع ميوزك برينز (الإنجليزية)
- مارشا كروس على موقع تيرنر كلاسيك موفيز (الإنجليزية)
- مارشا كروس على موقع أول موفي (الإنجليزية)
- مارشا كروس على موقع قاعدة بيانات برودواي على الإنترنت (الإنجليزية)
- مارشا كروس على موقع قاعدة بيانات الأفلام السويدية (السويدية)
- مارشا كروس على موقع إن إن دي بي (الإنجليزية)
- مارشا كروس على موقع ديسكوغز (الإنجليزية)